# Kabinet-Colijn III
Het kabinet-Colijn III was het Nederlandse kabinet van 31 juli 1935 tot 24 juni 1937. Het werd gevormd door de politieke partijen Roomsch-Katholieke Staatspartij (RKSP), Anti-Revolutionaire Partij (ARP), Christelijk-Historische Unie (CHU), Liberale Staatspartij (LSP) en de Vrijzinnig-Democratische Bond (VDB) en was een voortzetting van het vorige kabinet Colijn II.

## Ambtsbekleders
| Ambtsbekleders                                | Ambtsbekleders                          | Ambtsbekleders                                          | Ministers / Ministerie | Ministers / Ministerie              | Termijn                                                                                             | Partij       |
| --------------------------------------------- | --------------------------------------- | ------------------------------------------------------- | ---------------------- | ----------------------------------- | --------------------------------------------------------------------------------------------------- | ------------ |
|                                               | H. (Hendrik) Colijn                     | dr. H. (Hendrik) Colijn (1869–1944)                     | Voorzitter             | Voorzitter                          | 26 mei 1933 – 10 augustus 1939                                                                      | ARP          |
| Minister                                      | H. (Hendrik) Colijn                     | dr. H. (Hendrik) Colijn (1869–1944)                     | Koloniën               | 26 mei 1933 – 24 juni 1937          | | ARP          |
|                                               | J.A. (Jacob Adriaan) de Wilde           | mr. J.A. (Jacob Adriaan) de Wilde (1879–1956)           | Minister               | 26 mei 1933 – 24 juni 1937          | Binnenlandse Zaken                                                                                  | ARP          |
|                                               | A.C.D. de Graeff                        | jhr.mr.dr. A.C.D. de Graeff (1872–1957)                 | Minister               | 26 mei 1933 – 24 juni 1937          | Buitenlandse Zaken                                                                                  | O (Liberaal) |
|                                               | P.J. (Pieter) Oud                       | mr. P.J. (Pieter) Oud (1886–1968)                       | Minister               | 26 mei 1933 – 24 juni 1937          | Financiën                                                                                           | VDB          |
|                                               | J.R.H. (Josef) van Schaik               | mr. J.R.H. (Josef) van Schaik (1882–1962)               | Minister               | 26 mei 1933 – 24 juni 1937          | Justitie                                                                                            | RKSP         |
|                                               | H.C.J.H. (Henri) Gelissen               | dr. H.C.J.H. (Henri) Gelissen (1895–1982)               | Minister               | Economische Zaken                   | 6 juni 1935 – 2 september 1935                                                                      | RKSP         |
| Handel, Nijverheid en Scheepvaart             | H.C.J.H. (Henri) Gelissen               | dr. H.C.J.H. (Henri) Gelissen (1895–1982)               | Minister               | 2 september 1935 – 24 juni 1937     | | RKSP         |
|                                               | L.N. Deckers                            | mr.dr. L.N. Deckers (1883–1978)                         | Minister               | Defensie                            | 10 augustus 1929 – 2 september 1935 (afgetreden na benoeming tot minister van Landbouw en Visserij) | RKSP         |
|                                               | H. (Hendrik) Colijn                     | dr. H. (Hendrik) Colijn (1869–1944)                     | Minister               | Defensie                            | 2 september 1935 – 24 juni 1937                                                                     | ARP          |
|                                               | M. (Marcus) Slingenberg                 | mr. M. (Marcus) Slingenberg (1881–1941)                 | Minister               | Sociale Zaken                       | 31 juli 1935 – 24 juni 1937                                                                         | VDB          |
|                                               | J.R. (Jan Rudolph) Slotemaker de Bruine | dr. J.R. (Jan Rudolph) Slotemaker de Bruine (1869–1941) | Minister               | Onderwijs, Kunsten en Wetenschappen | 18 mei 1935 – 25 juli 1939                                                                          | CHU          |
|                                               | O.C.A. (Otto) van Lidth de Jeud         | jhr.ir. O.C.A. (Otto) van Lidth de Jeude (1881–1952)    | Minister               | Waterstaat                          | 15 maart 1935 – 24 juni 1937                                                                        | LSP          |
|                                               | L.N. Deckers                            | mr.dr. L.N. Deckers (1883–1978)                         | Minister               | Landbouw en Visserij                | 2 september 1935 – 24 juni 1937                                                                     | RKSP         |
| Bron: Kabinet-Colijn III Parlement & Politiek |                                         |                                                         |                        |                                     | |              |

Schimmelpenninck ·
De Kempenaer-Donker Curtius ·
Thorbecke I ·
Van Hall-Donker Curtius ·
Van der Brugghen ·
Rochussen ·
Van Hall-Van Heemstra ·
Van Zuylen van Nijevelt-Van Heemstra ·
Thorbecke II ·
Fransen van de Putte ·
Van Zuylen van Nijevelt ·
Van Bosse-Fock ·
Thorbecke III ·
De Vries-Fransen van de Putte ·
Heemskerk-Van Lynden van Sandenburg ·
Kappeyne van de Coppello ·
Van Lynden van Sandenburg ·
Heemskerk Azn. ·
Mackay ·
Van Tienhoven ·
Röell ·
Pierson ·
Kuyper ·
De Meester ·
Heemskerk ·
Cort van der Linden ·
Ruijs de Beerenbrouck I ·
Ruijs de Beerenbrouck II ·
Colijn I ·
De Geer I ·
Ruijs de Beerenbrouck III ·
Colijn II ·
Colijn III ·
Colijn IV ·
Colijn V ·
De Geer II ·
Gerbrandy I ·
Gerbrandy II ·
Gerbrandy III ·
Schermerhorn-Drees ·
Beel I ·
Drees-Van Schaik ·
Drees I ·
Drees II ·
Drees III ·
Beel II* ·
De Quay ·
Marijnen ·
Cals ·
Zijlstra* ·
De Jong ·
Biesheuvel I ·
Biesheuvel II* ·
Den Uyl ·
Van Agt I ·
Van Agt II ·
Van Agt III* ·
Lubbers I ·
Lubbers II ·
Lubbers III ·
Kok I ·
Kok II ·
Balkenende I ·
Balkenende II ·
Balkenende III* · 
Balkenende IV ·
Rutte I ·
Rutte II · 
Rutte III ·
Rutte IV ·  
Schoof

* rompkabinet